# August Prosenik
August Prosenik, slovensko-hrvaški kolesar, * 25. april 1916, Obrežje, † 22. julij 1975, Zagreb.
Prosenik je odrasel v Obrežju v revni družini z invalidnim očetom po rudarski nesreči. Leta 1930 se je preselil v Zagreb in se zaposlil kot mehanik v avtomobilistični delavnici. Obenem je med letoma 1936 in 1948 kot amaterski cestni kolesar tekmoval za ekipi Sokol Zagreb in Dinamo Zagreb. Nastopil je na poletnih olimpijskih igrah v letih 1936 in 1948, edino uvrstitev je dosegel na posamični dirki leta 1936 z dvanajstim mestom. Leta 1937 je postal prvi zmagovalec Dirke po Jugoslaviji, oziroma Dirke po Hrvaški in Sloveniji, kot se je prvotno imenovala, leta 1948 pa je bil drugi. Leta 1939 je postal še prvi zmagovalec Dirke po Srbiji, leta 1940 je zmagal na Dirki po Romuniji, leta 1948 pa je postal prvi zmagovalec Dirke miru. V letih 1936, 1937 in 1940 je postal jugoslovanski državni prvak v cestni dirki. Po končani karieri je deloval kot trener in športni funkcionar.